# Хусейн (емір Мавераннахра)
Амір Хусейн (*д/н — 1370) — 4-й емір Західного Чагатайського улусу в 1360, 1364—1370 роках.

## Життєпис
Походив з тюрко-монгольської знаті. Син Муслі (Мусаллаба) та онук еміра Казагана. Про дату народження нічого невідомо. У 1357 році Казаган оженив Хусейна на Сарай-мульк-ханим, доньці Казан-хана, правителя Чагатайського улусу. Після смерті діда у 1358 році та здобуття влади стрийком Абдуллахом отримав родинні володіння в Тохаристані та місто Балх. У 1359 році в союзі з Тимуром-Барласом (за нього видав сестру Улджайт-хатун) виступив проти нового еміра Буян-Сулдуса, який в свою чергу повалив Абдуллаха. Доволі швидко вдалося здолати ворога. Спираючись на своїх предків, Хусейн отримав титул еміра Чагатайського улусу.
Проте вже 1360 року зазнає поразки від Туглуг-Тимура, хана Могулістану, й тікає до Балха. Втім, у союзі з Тимуром вдалося захопити Бадахшан. Проте у 1361 році союзники зазнають нової поразки від Туглуг-Тимура. У 1362 році наймається до правителя Сітана, а у 1363 році зумів відвоювати Балх. Того ж року, користуючись повстанням проти намісника Ільяс-Ходжи разом з Тимуром захоплює Мавераннахр, поставивши на трон хана Аділ-Султана, а Хусейн стає знову еміром.
у 1365 році разом з Тимуром вимушений був протистояти вторгненню Ільяс-Ходжи (на той час став ханом Могулістану), але в битві Хусейн зазнає поразки. Лише героїчна оборона Самарканда та кінська чума в лавах супротивника рятує еміра Хусейна та його союзника Тимура. У 1365 році Хусейн відновлює владу в Мавераннахрі.
З 1365 року починається боротьба Хусейна проти Тимура, який почав політичну інтригу проти давнього союзника і друга, сподіваючись самостійно правити. У 1367 році відбувся відкритий розрив. Проте спочатку Хусейну вдалося завдати поразки Тимуру, який вимушений був відступити до Хорасану. Хусейн встановив владу над усім західним Чагатайським улусом. Але Тимур підштовхнув нового правителя Могулістану — Камар ад-Діна проти еміра. Хусейн вимушений був розпочати мирні перемовини з Тимуром. У 1369 році останній знову визнав Хусейна еміром.
Втім у 1370 році, зібравши потугу, раптовим ударом у м. Балх узяв в облогу Хусейна, а незабаром той вимушений був здатися. Не бажаючи судити еміра, Тимур дозволив Кейхосров, правителю Хутталяна вбити Хусейна. Згодом було вбито 2 синів еміра Хусейна.

## Боротьба за трон (до 1361 р.)
Після смерті діда Хусейна — еміра Казагана (тисяча триста п'ятьдесят вісім), на трон Мавераннахра сідає його син — Абдулла, проте його правління виявляється недовгим. Його врешті-решт вбивають. Після цього країна занурюється в анархію. Для Могол-хана Туглук-Тимура утворилася благодатний ґрунт і він захопив Мавераннахр. Хусейн зі ставкою в Балх повстає проти Туглук-Тимура, і терпить в 1360 році від нього поразки в битві і відступає в Кабул. Тимур, після захоплення Кеша, переходить на бік Могол-хана, але після призначення Ільяс-Ходжі правителем Мавераннахра, відносини нової влади і Тимура псуються. Тому Тамерлан примикає до свого старого друга і товариша Хусейну, який, після поразки, переховувався від помсти Туглук-Тимура. Спільними зусиллями вони захоплюють Бадахшан.

## Період поневірянь (1361-1364)
Під час другого походу Тоглук-Тимура в Мавераннахр (1361) Хусейн знову опинився на становищі втікача. Незабаром біля колодязя в туркменській степи до нього приєднався і Тамерлан. Проти них був посланий кінний загін могольского хана чисельністю в 1000 вершників. Після сутички від загону Хусейна і Тамерлана з 60 чоловік залишилося лише семеро (включаючи Ульджай-Туркан ага), з яких троє хорасанцев незабаром втекли. Кінь Хусейна в сутичці була поранена і він пересів на коня дружини. Після деякого часу, врятувавшись від рук моголів, друзі потрапляють в полон до туркменам Алі-бека Джанікурбані і виявляються "в абсолютно темній кімнату, повної бліх". Емірів вирішили продати в рабство іранським купцям і їх посадили в яму. Бранці просиділи там 62 дня, до того часу, як брат Алібека - Мухаммад Джан-Курбан, що не наказав їх відпустити. Щоб хоч якось окупити своє очікування, Алібек не віддає дари, прислані його братом в подарунок емірам, а вручає їм старого коня і хворого верблюда. В черговий раз еміри умовилися розділитися. Хусейн вирушив поправити свої сили в Балх, а Тимур вирушає на батьківщину, де зупиняється у своєї старшої сестри Кутлук Туркан ага. Але його чекало викриття і втеча в Афганістан до Хусейну.
1362 року Хусейн і Тимур на чолі загону в 1000 вершників надходять на службу до правителя Сеістан. В 1363 там відбувається бій між загоном Хусейна і Тимура проти ворогів правителя Сеістан - Маліка Кутбіддін, під час якого Тимур отримує важкі поранення, внаслідок яких його і прозивають «кульгавим». Бій обидва еміра програють і відступають в Баглан. Однак тут проти них діє Аджун - син Беккічіка (могольского регента Мавераннахра). У Баглані Хусейн знаходить підтримку в середовищі хазарейців і Барлас, які висловлювали невдоволення моголами. З Баглай Хусейн поширює свою владу і на Балх.
У битві біля Кам'яного моста 1363 року Тамерлан і Хусейн вдало протистоять моголам. У 1364 році в районі Шахрісабза вони здобувають перемогу над сином Туглук-Тимура - Ільяс-Ходжа, залишеного правителем Мавераннахра. Ілйас-Ходжа, Беккічік-бек, Іскандар Оглала, Хамід-бек і Юсуф Ходжа-бек потрапили в полон. У сум'ятті його війська бігли, Тимуру і Хусейну вдається використовувати відступ моголів і вони захоплюють Самарканд і садять на престол Кабул-шаха з роду Чагатаідов.

## Перший період правління Самаркандом (1364-1365)
Ця перемога проробляє першу тріщину у відносинах емірів. Хусейн бере управління в свої руки, так як його походження було вище, ніж у Тимура. Останній стає його правою рукою. Все це змушує зрозуміти друзів, що відтепер вони суперники. Туглук-Тимур вмирає в 1363 році, і йому успадковує його син - Ільяс-Ходжа оглан. Як тільки він дізнається про захоплення Самарканда, Ільяс-ходжа починає збирати армію і в 1365 році він йде на Самарканд. Хусейн і Тимур приймають рішення вийти з міста і дати бій. Він трапляється на світанку 22 травня 1365 року за Чиназ. Бій увійшло в історію як «Грязьова битва». У Тимура і Хусейна було небагато шансів відстояти рідну землю, оскільки у армії Ільяс-Ходжі були переважаючі сили. Під час битви пішов злива, воїнам важко було навіть глянути вперед, а коні грузли в багнюці. Незважаючи на це, війська Тимура стали здобувати перемогу на своєму фланзі, у вирішальний момент він просив допомоги у Хусейна, щоб добити противника. Однак на цьому ґрунті у них стався конфлікт, і Хусейн не тільки не допоміг, але і відступив. Це і зумовило результат битви. Зазнавши втрат більше десяти тисяч воїнів, Тимур і Хусейн змушені були відійти на другий берег річки Сирдар'ї.

## Облога Самарканда
Однак Ільяс-Ходжі не вдалося взяти їх ставку - Самарканд. Після поразки правителів оборону міста взяли на себе сербедаров, або «шибеники». Вони вважали своїм обов'язком боротьбу проти монголів і кочового способу життя. Для них кращої долею було - повіситися, ніж терпіти ворогів. Їх голови - Маулана-заде, учитель медресе, Абу Бакр, хлопкочістельщік і стрілок Мірзо Хурдакі Бухарі вміло організували захист і відбили місто у монголів. Остаточно добитий мором коней, Ільяс-Ходжа відступив від міста.

## Другий період правління Самаркандом (1366-1370)
Новини про перемогу сербедаров швидко наздогнали Тимура і Хусейна. Вони виступили і після зимівлі на пасовищах Кашкадар'ї і Амудар'ї еміри підійшли до міста і розбили табір в місці, відомому як Канігуль. На той час в Самарканді встановилося народне правління. Майно багатих верств населення було конфісковано, тому вони звернулися до Хусейну і Тимуру за допомогою. Еміри домовилися виступити проти сербедаров - вони заманили їх добрими промовами на переговори, де навесні 1366 року війська Хусейна і Тимура придушили повстання, стративши сербедарскіх вождів, але за наказом Тамерлана залишили в живих лідера сербедаров - Мавлана-заде. Причиною його заступництва було виправдатися і завоювати любов жителів міста. Таким чином Хусейна, вершити решті суд, затаврували як гнобителя. В черговий раз почалися тертя між емірами, які починали розростатися. Після захоплення влади в місті, Хусейн знову став Верховним еміром Мавераннахра, а Тимур - його правою рукою. Незабаром після цього, Хусейн, який прагнув похитнути становище Тимура, обклав величезним податком його прихильників, посилаючись на попередні борги. Після битви в грязі (1365 роки) всі вони залишилися практично без засобів, і не маючи можливості оплатити цей податок вони звернулися до Тимуру. Той вирішив повернути ситуацію в свою сторону і оплатив борги зі своїх ресурсів. Показово, що в якості сплати, крім усього іншого, Тимур послав Хусейну прикраси своєї коханої дружини, і сестри еміра - Ульджай-Туркан ага. Хусейн визнав ці коштовності, але назад не віддав. Дізнавшись про це, народ визнав і затаврував його ще і підлим скупарем. Соратники Хусейна, внаслідок таких подій стали переходити на бік Тимура. В результаті інтриги і чвари вилилися у відкритий конфлікт між колишніми соратниками і друзями. Єдина стримуюча цю боротьбу сила була кохана дружина Тимура і сестра Хусейна. Але в 1367 році вона вмирає, тим падав єдиний бастіон, який стримує війну за владу між емірами.

## Період 1366-1370
У наступні чотири роки Хусейн то воював з Тимуром, то мирився з ним і боровся проти ворогів, але колишніх відносин вже не було. Хусейн поступово набрав чинності і затвердив свою владу по всьому Мавераннахром. Бачачи, що перевага на боці Хусейна, Тимур вирушає в Хорасан. Чи не сидячи там «склавши руки» він починає програму по настроювання Моголістанскіх емірів до нападу на Мавераннахр. Відчувши загрозу ззовні, Хусейн, пересиливши себе, укладає союз з Тимуром. Обидва запевняли один одного в колишніх дружніх почуттях і відданості ісламу, Тимур отримав назад Кашкадар'я. Однак обіцяного нападу не відбулися, тому що в цей час в Моголістане трон узурпував Камар ад-Дін, убивши Ільяс-Ходжу.
У 1368 Хусейн почав зміцнювати свої позиції в рідному йому Балх, де приступив до будівництва цитаделі. У 1369 році Хусейн воював з правителями Бадахшана. Щоб раз і назавжди усунути суперника Хусейн послав Тимуру запрошення на зустріч в ущелині чак-чак для підписання мирного договору, а як доказ своїх дружніх намірів обіцяв заприсягтися на Корані. Відправившись на зустріч, Тимур на всякий випадок взяв з собою двісті воїнів, Хусейн ж привів тисячу своїх воїнів і з цієї причини зустріч не відбулася. Тимур про цей випадок згадує: «Я послав емірові Хусейну лист з тюркським Бейтом такого змісту: Хто обдурити мене намір, Сам ляже в землю, я впевнений. Підступність проявивши своє, Він сам загине від нього. Коли мій лист дійшло до еміра Хусейна, він був украй збентежений і просив вибачення, але вдруге я йому не повірив ».
У певний момент Тимур очолив опозицію і в 1370 році він виступив на південь в Балх. Він пройшов через територію від ущелини Бузгалахана до сучасного кишлаку Дербент (Дарбанд), звану «Залізними Воротами» [1] [2], до Термез на Амудар'ї. Передовими частинами його військ командували Суюргатміш-оглан, Алі Муайяд і Хусейн Барлас. На підході до села Бійя на зустріч війську висунувся Барак - ватажок Андхудскіх сайіндов, і вручив йому литаври і прапор верховної влади. На шляху до Балх до Тимуру приєдналися прибув з Каркари Джаку барлас зі своїм військом і емір Кайхосру з Хутталян, а на іншому березі річки також приєдналися емір Зинда Чашма з Шібіргана, хазарійци з Хульма і Бадахшана Мухаммадшах. Дізнавшись про це, багато воїнів еміра Хусейна покинули його.

## Бій в Балх
Тимур при облозі фортеці Балх 1370 року
Місто на той час був оточений і після запеклого бою в стінах були пророблені дірки. Битва тривала до півночі і відновилася на наступний ранок. 10 квітня 1370 року Балх упав. Хусейн, знаючи про те, що будь-якої надії не залишилося, з цитаделі послав звістку Тимуру, просячи його випустити з міста, припускаючи відправитися в паломництво в Мекку. Тимур погодився на ці умови, при добровільній здачі він обіцяв зберегти Хусейну життя. Але боячись зради і не довіряючи Тимуру, Хусейн не з'явився в табір ворога, а сховався в мінареті. Там його знайшов випадковий перехожий. Хусейн віддав свій перстень йому і взяв з нього клятву, що той не видадет його Тимуру. Свідок прийняв подарунок, запевнив Хусейна і доніс на нього Тамерлану. Побачивши, що його шукають, Хусейн кинувся в один з будинків, що стояли неподалік, але його виявили по краю шати, випадково залишився зовні.

## Полон і курултай
Після битви Тимур скликав курултай і туди привели Хусейна. Згадуючи їх спільні випробування і потоптану дружбу Тимур розплакався. Долю Хусейна вирішили на цьому курултаї, при цьому переможець заявив, що не стане порушувати дане слово і не вб'є Хусейна. Однак, коли Кайхосру Хаттулян зажадав право вбивства Хусейна, Тимур промовчав. На курултаї погодилися з тим, що Кайхосру мав на це право через кровної помсти, оскільки незадовго до цього Хусейн вбив брата Кайхосрова - Кайкубада. Таким чином Тимур прибрав останню перешкоду в повноправне володіння Мавераннахром.

## Вбивство
Хусейна зарізав Кайхосру Хаттулян по праву кровної помсти недалеко від Балха.
Два сина Хусейна, після його смерті, були спалені, а їх прах був розвіяний за вітром. Решта союзники переможеного бігли до Індії. Фортеця Балх була розорена і зруйнована, а палац перетворений в щебінь. На тому ж курултаї до Тимуру привели гарем і слуг Хусейна, разом зі скарбами, які той зібрав. Все майно, включаючи жінок і слуг було роздано. Тимур для себе відібрав у дружини Сарай-мульк ханим, що стала згодом його головною дружиною і завдяки якій він отримував титул «Гурган». Крім неї він взяв за дружину Іслам ага, дочка Хизр Ясаурі і його дружини Тагай-Туркан хатун з однієї з родин каракітаев і Улус ага, дочка Баян Сулдуза. Також він одружив своїх соратників: Кайхосрову Хаттулану він віддав чінгізідку Севинч-бек Кутлуг, дочка Тармашірін хана, а Джаку Барлас віддав Аділь-мульк ага з родини Хаттулян, дочка Ганзал Судуна.